# 铁氰酸镨
铁氰酸镨是一种无机化合物，化学式为Pr[Fe(CN)6]，微溶于水，其溶解度小于铁氰酸镧。

## 制备
铁氰酸镨的水合物可以由碱金属的铁氰酸盐和镨盐的溶液反应得到。

## 化学性质
铁氰酸镨可以被硫代硫酸钠还原为亚铁氰酸盐：
Pr[Fe(CN)6] + Na2S2O3 → Pr4[Fe(CN)6]3 + Na3[Fe(CN)6] + Na2S4O6